# バンガイ・ラウト県
バンガイ・ラウト県(バンガイ・ラウトけん、インドネシア語: Kabupaten Banggai Laut) はインドネシアの中部スラウェシ州に位置する県。県都はバンガイ。
2012年12月14日、バンガイ地区の人口拡大などから以前のバンガイ諸島県から分離されて暫定的に設置された。ラウトは海を意味している。

## 自治体
県は7の郡（kecamatan）からなり、2010年の調査では人口は以下のようであった
| 名称                            | 人口 2010年 |
| ------------------------------- | ----------- |
| Banggai (バンガイ)              | 19,977      |
| Banggai Utara (北バンガイ)      | 6,007       |
| Banggai Tengah (中バンガイ)     | 6,362       |
| Banggai Selatan (南バンガイ)    | 4,809       |
| Bangkurung                      | 8,196       |
| Bokan Kepulauan (Bokan Islands) | 11,571      |
| Labobo                          | 5,241       |

## 註
1. ↑  “Malaka Akhirnya Menjadi Daerah Otonom Baru”.  Kompas. 2012年12月30日閲覧。

座標: 南緯1度35分35秒 東経123度30分15秒 / 南緯1.59306度 東経123.50417度